# Galaxie binaire
Une galaxie binaire est une paire de galaxies en orbite l'une autour de l'autre.
En d'autres termes, il s'agit d'un système binaire dont les composantes sont deux galaxies.

## Exemples
- 3C 321 (en)[1]